# Область цілісності
Область цілісності  — поняття абстрактної алгебри: комутативне кільце з одиницею, в якому {\displaystyle 0\not =1} і добуток двох ненульових елементів не рівний нулю. Умова {\displaystyle 0\not =1} виключає з розгляду тривіальне кільце {\displaystyle \{0\}}.
Еквівалентне визначення: область цілісності — комутативне кільце, в якому нульовий ідеал {\displaystyle \{0\}} є простим.

## Приклади
- Простий приклад області цілісності — кільце цілих чисел {\displaystyle \mathbb {Z} }.
- Будь-яке поле є областю цілісності. З іншого боку, будь-яка артінова область цілісності є полем. Зокрема, всі скінченні області цілісності є скінченними полями.
- Кільце многочленів з коефіцієнтами з деякого цілісного кільця також є цілісним. Наприклад, цілісними будуть кільце {\displaystyle \mathbb {Z} [x]} многочленів однієї змінної з цілочисловими коефіцієнтами і кільце {\displaystyle \mathbb {R} [x,y]} многочленів двох змінних з дійсними коефіцієнтами.
- Множина дійсних чисел виду {\displaystyle a+b{\sqrt {2}}} є підкільцем поля {\displaystyle \mathbb {R} }, і, відповідно, областю цілісності. Те ж саме можна сказати про множину комплексних чисел виду {\displaystyle a+bi}, де {\displaystyle a} і {\displaystyle b} цілі.
- Нехай {\displaystyle U} — зв'язна відкрита підмножина комплексної площини {\displaystyle \mathbb {C} }. Тоді кільце {\displaystyle H(U)} всіх голоморфних функцій {\displaystyle f\colon U\rightarrow \mathbb {C} } буде цілісним. Те ж саме вірно для будь-якого кільця аналітичних функцій, визначених на зв'язній підмножині аналітичного многовиду.
- Якщо {\displaystyle K} — комутативне кільце, а {\displaystyle I} — ідеал в {\displaystyle K}, то фактор-кільце {\displaystyle K/I} цілісне тоді і тільки тоді, коли {\displaystyle I} — простий ідеал.
- Кільце p-адичних цілих чисел.
- Фактор-кільце {\displaystyle \mathbb {Z} /m\mathbb {Z} } де m є складеним числом не є областю цілісності. Дійсно, вибравши розклад числа {\displaystyle m=xy} (де {\displaystyle x} і {\displaystyle y} не є рівними {\displaystyle 1} чи {\displaystyle m}). Тоді {\displaystyle x\not \equiv 0{\bmod {m}}} і {\displaystyle y\not \equiv 0{\bmod {m}}}, але {\displaystyle xy\equiv 0{\bmod {m}}}.
- Коли ціле число {\displaystyle n} є квадратом цілого числа тобто {\displaystyle n=m^{2}}, кільце {\displaystyle \mathbb {Z} [x]/(x^{2}-n)} не є областю цілісності. У цьому випадку {\displaystyle x^{2}-n=(x-m)(x+m)} у {\displaystyle \mathbb {Z} [x]}і образи многочленів {\displaystyle x-m,\ x+m} у фактор-кільці є не рівними нулю, а їх добуток буде рівним нулю.
- Кільце матриць розмірності {\displaystyle n\times n} над довільним ненульовим кільцем для {\displaystyle n\geq 2} не є областю цілісності.
- Кільце неперервних функції на одиничному інтервалі не є областю цілісності. Наприклад функції

{\displaystyle f(x)={\begin{cases}1-2x&x\in \left[0,{\tfrac {1}{2}}\right]\\0&x\in \left[{\tfrac {1}{2}},1\right]\end{cases}}\qquad g(x)={\begin{cases}0&x\in \left[0,{\tfrac {1}{2}}\right]\\2x-1&x\in \left[{\tfrac {1}{2}},1\right]\end{cases}}}
не є всюди рівними нулю, натомість їх добуток {\displaystyle fg} є нульовою функцією.
- Тензорний добуток {\displaystyle \mathbb {C} \otimes _{\mathbb {R} }\mathbb {C} } не є областю цілісності. У цьому кільці існують два ідемпотенти {\displaystyle e_{1}={\tfrac {1}{2}}(1\otimes 1)-{\tfrac {1}{2}}(i\otimes i)} і {\displaystyle e_{2}={\tfrac {1}{2}}(1\otimes 1)+{\tfrac {1}{2}}(i\otimes i)} добуток яких {\displaystyle e_{1}e_{2}=0}.

## Подільність, прості незвідні елементи
Нехай {\displaystyle a} і {\displaystyle b} — елементи цілісного кільця {\displaystyle K}. Говорять, що «{\displaystyle a} ділить {\displaystyle b}» або «{\displaystyle a} — дільник {\displaystyle b}» (і пишуть {\displaystyle a\mid b}), якщо і тільки якщо існує елемент {\displaystyle x\in K} такий, що {\displaystyle ax=b}.
Подільність транзитивна: якщо {\displaystyle a} ділить {\displaystyle b} і {\displaystyle b} ділить {\displaystyle c}, то {\displaystyle a} ділить {\displaystyle c}. Якщо {\displaystyle a} ділить {\displaystyle b} і {\displaystyle c}, то {\displaystyle a} ділить також їх суму {\displaystyle b+c} і різниця {\displaystyle b-c}.
Для кільця {\displaystyle K} з одиницею елементи {\displaystyle a\in K}, які ділять {\displaystyle 1}, називаються оборотними або дільниками одиниці.
Елементи {\displaystyle a} і {\displaystyle b} називаються асоційованими, якщо {\displaystyle a} ділить {\displaystyle b} і {\displaystyle b} ділить {\displaystyle a}. {\displaystyle a} і {\displaystyle b} асоційовані тоді і тільки тоді, коли {\displaystyle a=b*e}, де {\displaystyle e} — оборотний елемент.
Ненульовий елемент {\displaystyle q}, що не є оборотним називається незвідним, якщо його не можна розкласти в добуток двох елементів, що не є оборотними.
Ненульовий необоротний елемент {\displaystyle p} називається простим, якщо з того, що {\displaystyle p\mid ab}, слідує {\displaystyle p\mid a} або {\displaystyle p\mid b}. Це визначення узагальнює поняття простого числа в кільці {\displaystyle \mathbb {Z} }, проте враховує і негативні прості числа. Якщо {\displaystyle p} — простий елемент кільця, то породжуваний ним головний ідеал {\displaystyle (p)} буде простим. Будь-який простий елемент є незвідним, але зворотне вірно не у всіх областях цілісності.

## Властивості
- Будь-яке поле, а також будь-яке кільце з одиницею, що міститься в деякому полі, є областю цілісності.
  - Навпаки, будь-яка область цілісності може бути вкладена в деяке поле. Таке вкладення дає конструкція поля часток.
- Якщо {\displaystyle A} — область цілісності, то кільце многочленів і кільце формальних степеневих рядів над {\displaystyle A} також будуть областями цілісності.
- Якщо {\displaystyle A} — комутативне кільце з одиницею і {\displaystyle I} — деякий ідеал {\displaystyle A}, то кільце {\displaystyle A/I} є областю цілісності тоді і тільки тоді, коли ідеал {\displaystyle I} є простим.
- У області цілісності можна застосувати правило скорочення: якщо {\displaystyle a\not =0}, то з рівності {\displaystyle ab=ac} випливає {\displaystyle b=c}. Навпаки, якщо для кожного елемента {\displaystyle a\not =0} рівності {\displaystyle ab=ac} випливає {\displaystyle b=c} то комутативне кільце є областю цілісності.
- Кільце буде областю цілісності тоді і тільки тоді, коли його спектр є незвідним топологічним простором.
- Прямий добуток кілець ніколи не є областю цілісності, оскільки одиниця першого кільця, помножена на одиницю другого кільця, дасть 0.
- Тензорний добуток цілісних кілець теж буде цілісним кільцем.
- Характеристика області цілісності є або нулем, або простим числом.
- Теорема Веддерберна: довільна скінченна область цілісності є полем.
- Область цілісності {\displaystyle A} є рівною перетину локалізацій {\displaystyle A_{\mathfrak {m}}} по всіх максимальних ідеалах {\displaystyle {\mathfrak {m}}.}

Оскільки {\displaystyle A\subset A_{\mathfrak {m}}}для всіх максимальних ідеалів {\displaystyle {\mathfrak {m}}}, то також {\displaystyle A\subset \bigcap _{\mathfrak {m}}A_{\mathfrak {m}}.}
Навпаки нехай {\displaystyle x\in \bigcap _{\mathfrak {m}}A_{\mathfrak {m}}}але {\displaystyle x\not \in A.} Множина {\displaystyle I=\{z\in A\colon zx\in A\}} є власним ідеалом у {\displaystyle A} (оскільки {\displaystyle 1\not \in I}). Тому {\displaystyle I} міститься у деякому максимальному ідеалі {\displaystyle {\mathfrak {m}}}. За умовою {\displaystyle x\subset A_{\mathfrak {m}},} тобто можна записати {\displaystyle x=a/s,\;a\in A,s\not \in {\mathfrak {m}}.} Але тоді {\displaystyle sx=a\in A} і тому має бути {\displaystyle s\in I\subset {\mathfrak {m}}.} Одержане протиріччя завершує доведення.

## Варіації і узагальнення
Іноді у визначенні області цілісності не вимагають комутативності. Прикладами некомутативних областей цілісності є тіла, а також підкільця тіл, що містять одиницю, наприклад кватерніони з цілими координатами. Проте, взагалі кажучи, невірно, що будь-яка некомутативна область цілісності може бути вкладена в деяке тіло.